# TortoiseSVN
TortoiseSVN es un cliente Subversion, implementado como una extensión al shell de Windows. Es software libre liberado bajo la licencia GNU GPL.
TortoiseSVN, a partir de la versión 1.9, solo funciona con Windows Vista y versiones posteriores.
Es decir, a partir de esta versión deja de funcionar con Windows XP.

## Características
- Integración con la línea de comandos de Windows.
- Puede ser usado sin un entorno de desarrollo.
- Pequeñas imágenes decoran los íconos de los archivos mostrando qué archivos o directorios necesitan ser enviados al repositorio.
- Disponible en 28 idiomas diferentes.
- Maneja el mostrar la diferencia de documentos de Office tales como los creados con Microsoft Word.